# Collegio di Cramlington and Killingworth
Cramlington and Killingworth è un collegio elettorale situato nel Northumberland e nel Tyne and Wear, nel Nord Est dell'Inghilterra, e rappresentato alla Camera dei comuni del Parlamento del Regno Unito. Elegge un membro del parlamento con il sistema first-past-the-post, ossia maggioritario a turno unico; l'attuale parlamentare è Emma Foody del Partito Laburista, che rappresenta il collegio dal 2024.

## Estensione
Il collegio comprende i seguenti ward:
- nella città di Newcastle upon Tyne: Castle (distretti elettorali F01, F02 e F03);
- nel borgo metropolitano di North Tyneside: Camperdown; Killingworth; Valley e Weetslade;
- nel Northumberland: le divisioni elettorali di Cramlington East; Cramlington Eastfield; Cramlington North; Cramlington South East; Cramlington Village; Cramlington West; Hartley; Holywell e Seghill with Seaton Delaval.[1]

## Membri del parlamento
| Elezione | Elezione | Deputato   | Partito   |
| -------- | -------- | ---------- | --------- |
|          | 2024     | Emma Foody | Laburista |

## Elezioni

### Elezioni negli anni 2020
| Partito                    | Partito                                      | Candidato                  | Risultati 4 luglio 2024 | Risultati 4 luglio 2024 |
| Partito                    | Partito                                      | Candidato                  | Voti                    | %                       |
| -------------------------- | -------------------------------------------- | -------------------------- | ----------------------- | ----------------------- |
|                            | Laburista                                    | Emma Foody                 | 22 274                  | 49,07                   |
|                            | Reform UK                                    | Gordon Fletcher            | 9 454                   | 20,83                   |
|                            | Conservatore                                 | Ian Levy                   | 8 592                   | 18,93                   |
|                            | Verdi                                        | Ian Jones                  | 2 144                   | 4,72                    |
|                            | Lib Dem                                      | Thom Campion               | 1 898                   | 4,18                    |
|                            | Indipendente                                 | Scott Lee                  | 573                     | 1,26                    |
|                            | Indipendente                                 | Dawn Furness               | 322                     | 0,71                    |
|                            | Social Democratico                           | Mathew Wilkinson           | 137                     | 0,30                    |
|                            |                                              |                            |                         |                         |
| Iscritti                   | Iscritti                                     | Iscritti                   | 76 228                  | 100,00                  |
| ↳ Votanti (% su iscritti)  | ↳ Votanti (% su iscritti)                    | ↳ Votanti (% su iscritti)  | 45 394                  | 59,55                   |
| ↳ Astenuti (% su iscritti) | ↳ Astenuti (% su iscritti)                   | ↳ Astenuti (% su iscritti) | 30 834                  | 40,45                   |
|                            |                                              |                            |                         |                         |
|                            | Esito: collegio a Laburista (nuovo collegio) |                            |                         |                         |